# Arykanda

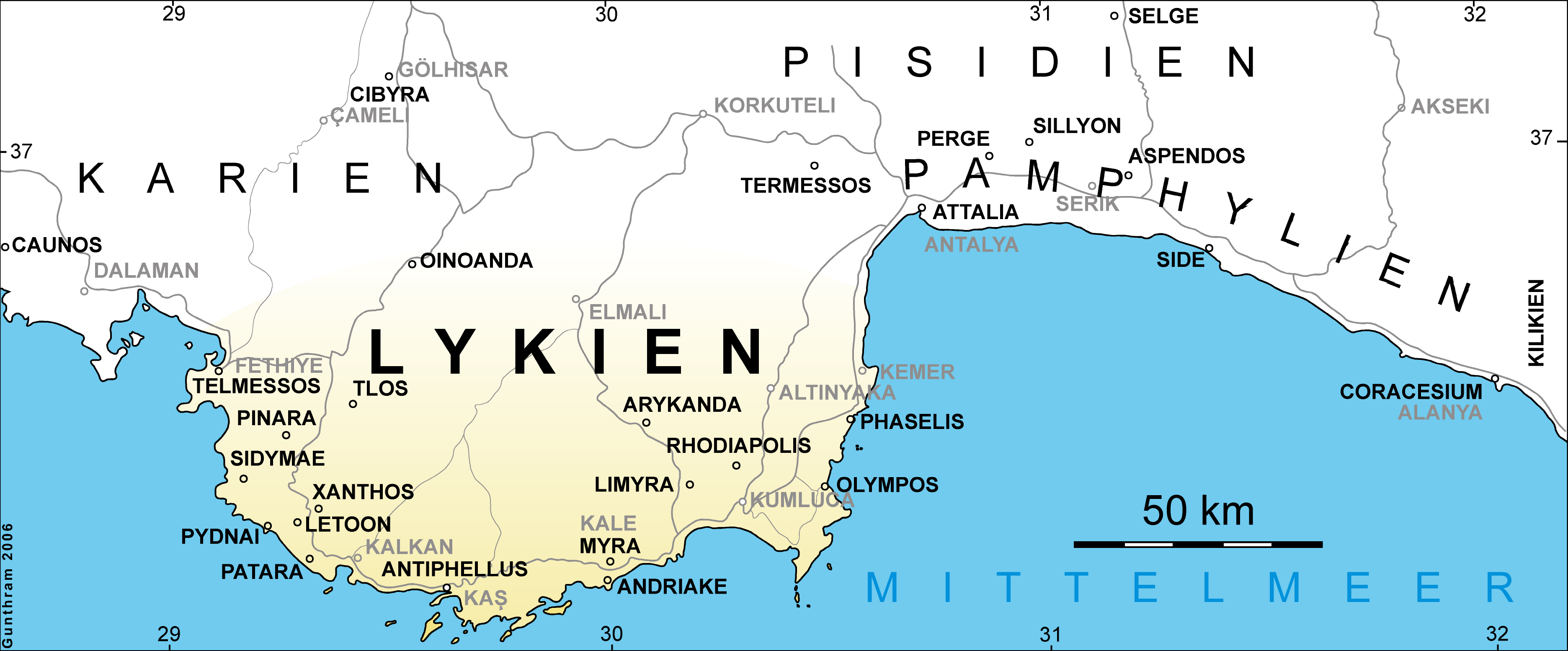
Lykische Städte und ihre Lage in der heutigen Türkei

Arykanda war eine Stadt in Lykien (heute Türkei), die nachweislich vom sechsten vorchristlichen bis ins elfte Jahrhundert n. Chr. existierte. Die Ruinen der Stadt, vornehmlich aus römischer Zeit, sind heute eine Sehenswürdigkeit der Provinz Antalya.

## Lage
Arykanda liegt an der Straße zwischen Finike und Elmalı, 32 km nördlich von Finike. Die Ruinen der antiken Stadt liegen auf Terrassen an einem Steilhang zwischen 710 und 820 Höhenmetern. Die Anlage bietet von allen Terrassen einen weiten Blick auf die umliegenden Berge und ins Tal. Diese dem antiken Delphi ähnliche Topografie hat dem Ort die Bezeichnung „Delphi Lykiens“ eingetragen.

## Geschichte
Erste Siedlungsspuren an dem Ort werden auf 2000 v. Chr. datiert. Die antike Stadt wurde im sechsten Jahrhundert v. Chr. von Lykiern gegründet (Münzfunde aus dem 5. Jahrhundert sind der erste Beleg) und war eine der Städte des Lykischen Bundes. Im Hellenismus war die Stadt bereits gräzisiert. Ab dem 2. Jahrhundert v. Chr. taucht der Name in römischen Quellen auf, die Einwohner der Stadt werden als ausschweifend und verschwenderisch beschrieben. Die weitere Geschichte teilte die Stadt mit dem übrigen Lykien. Warum die Stadt, die in byzantinischer Zeit noch Bischofssitz war, verlassen wurde, ist noch unklar. Die Ausgrabungen im Gebiet der Stadt dauern bis heute an.

## Anlage

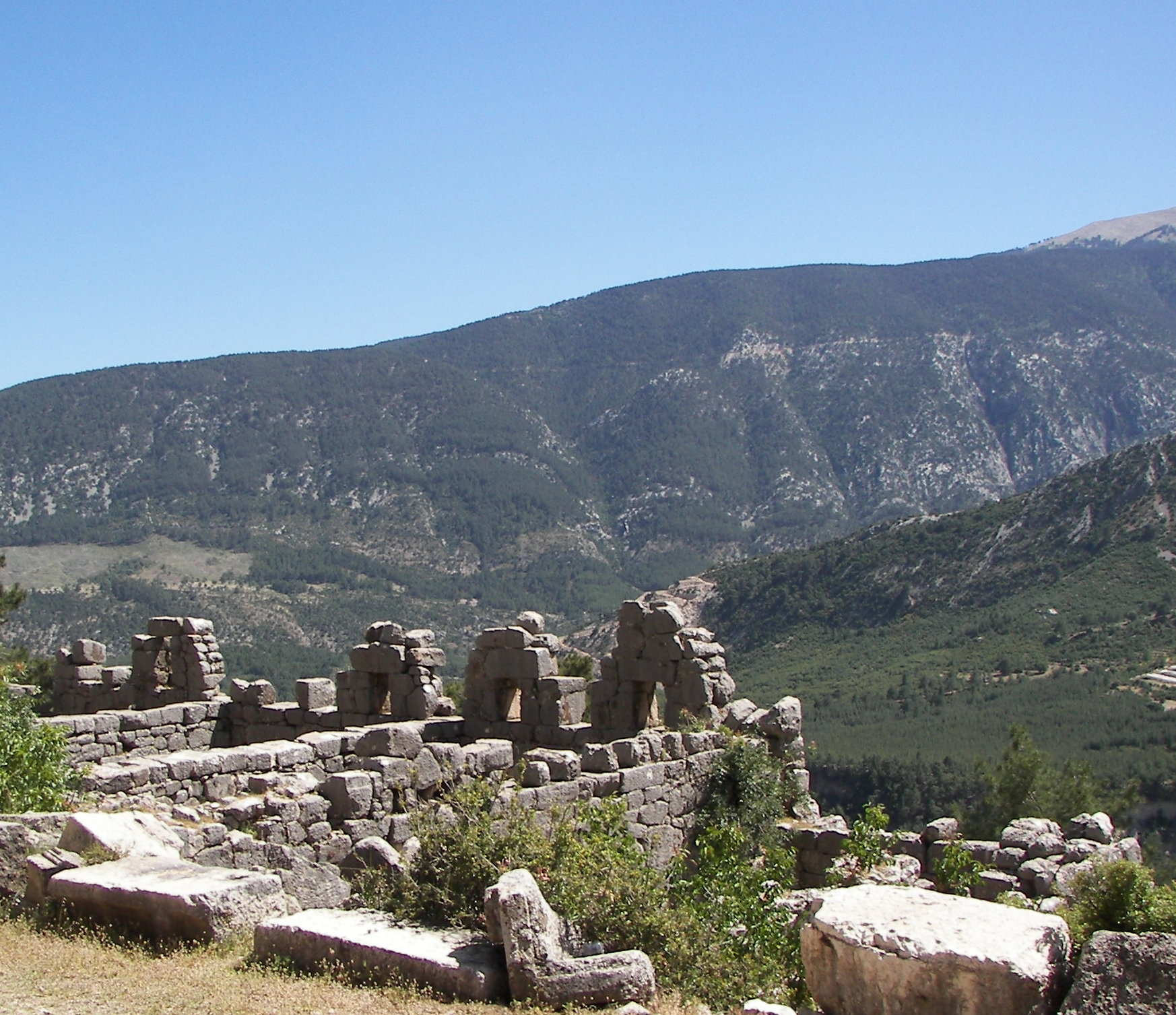
Blick über die Thermen auf das Umland

Auf der höchsten ausgegrabenen Terrasse befindet sich das Stadion, das mit 170 m Länge deutlich kleinere Maße als die üblichen römischen Anlagen hat. Sitzplätze für die Zuschauer gibt es nur an der Bergseite des Stadions. Auf gleicher Höhe, etwa 300 m westlich des Stadions, liegen die Ruinen des Buleuterions, einer Stoa, mehrerer Geschäfte und einer Zisterne. Unterhalb des Stadions sind die 20 Sitzreihen des gut erhaltenen Theaters im Mittelteil direkt in den Berg gehauen, und nur die Seitenflügel sind aufgebaut. Auf einer tieferen Ebene liegt das ursprünglich mit Marmor verkleidete Odeon und davor, etwas tiefer, die Agora. Auf der nächsttieferen Ebene liegt die Nekropole mit Grabstätten, die zum Teil im Stil von Tempeln errichtet sind. Das Gymnasion und die Thermen befinden sich unterhalb der Nekropole.

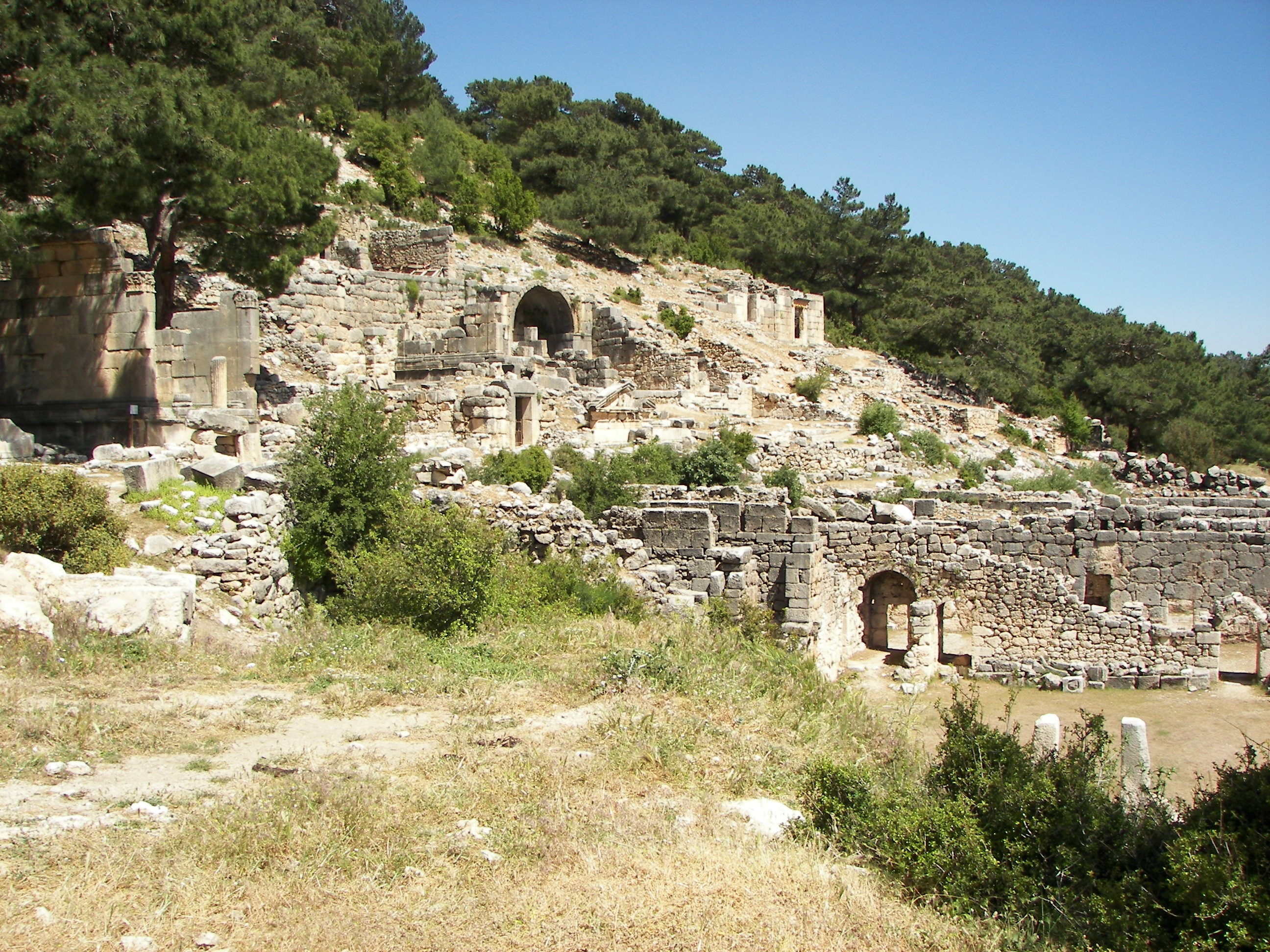
Oben Nekropole, unten Gymnasion und Thermen.
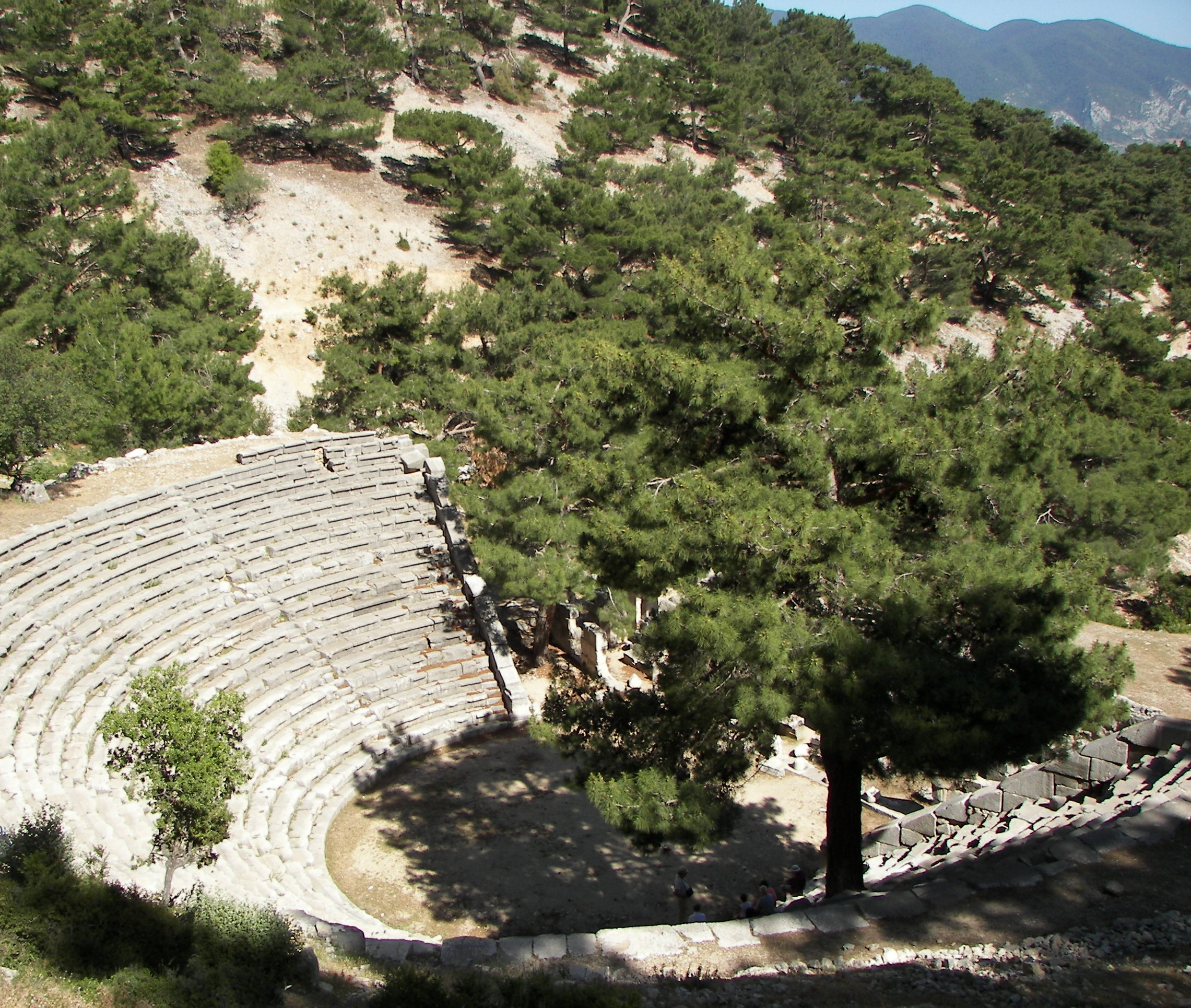
Theater
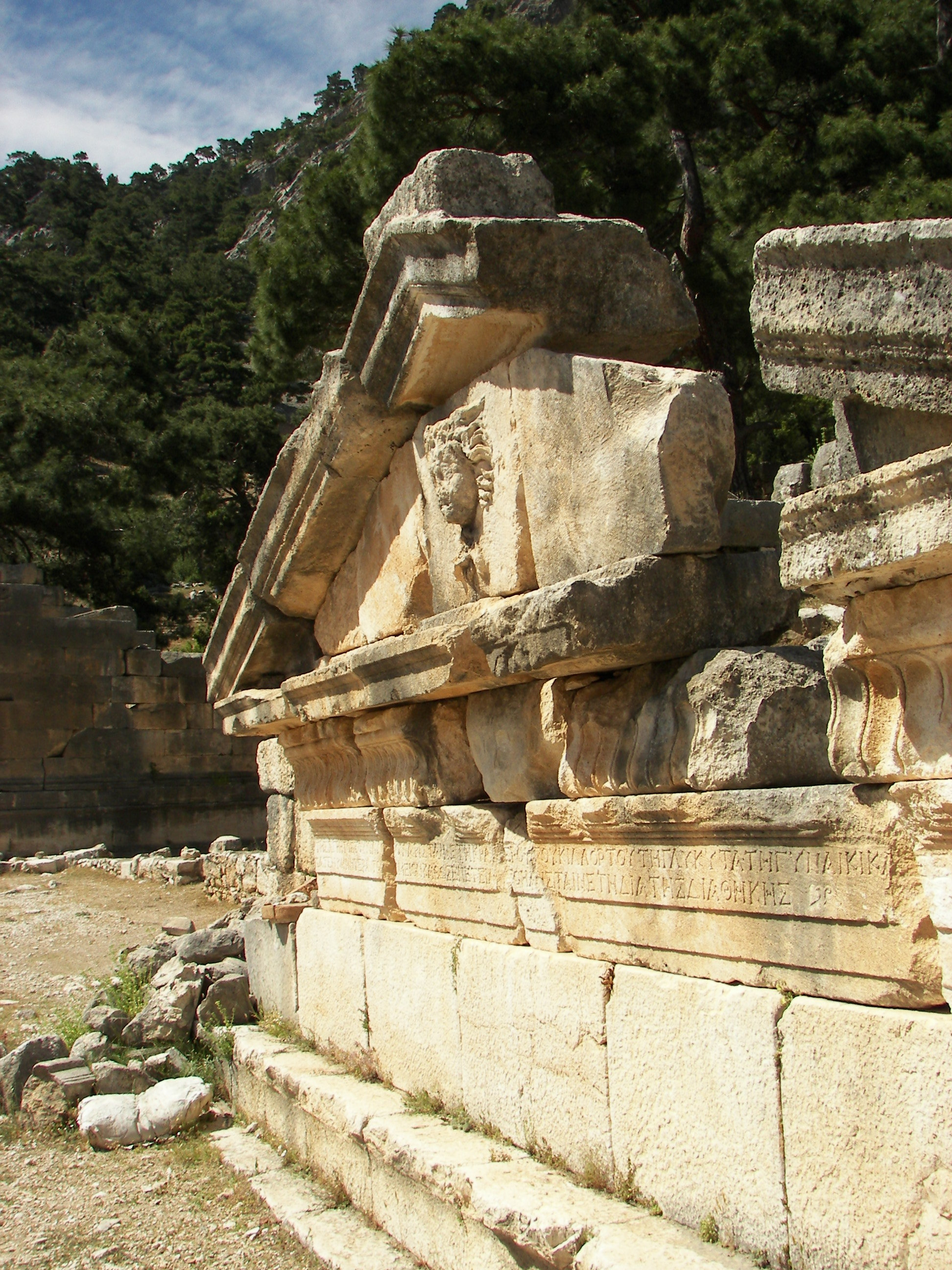
Grabstätte mit dem Kopf der Medusa
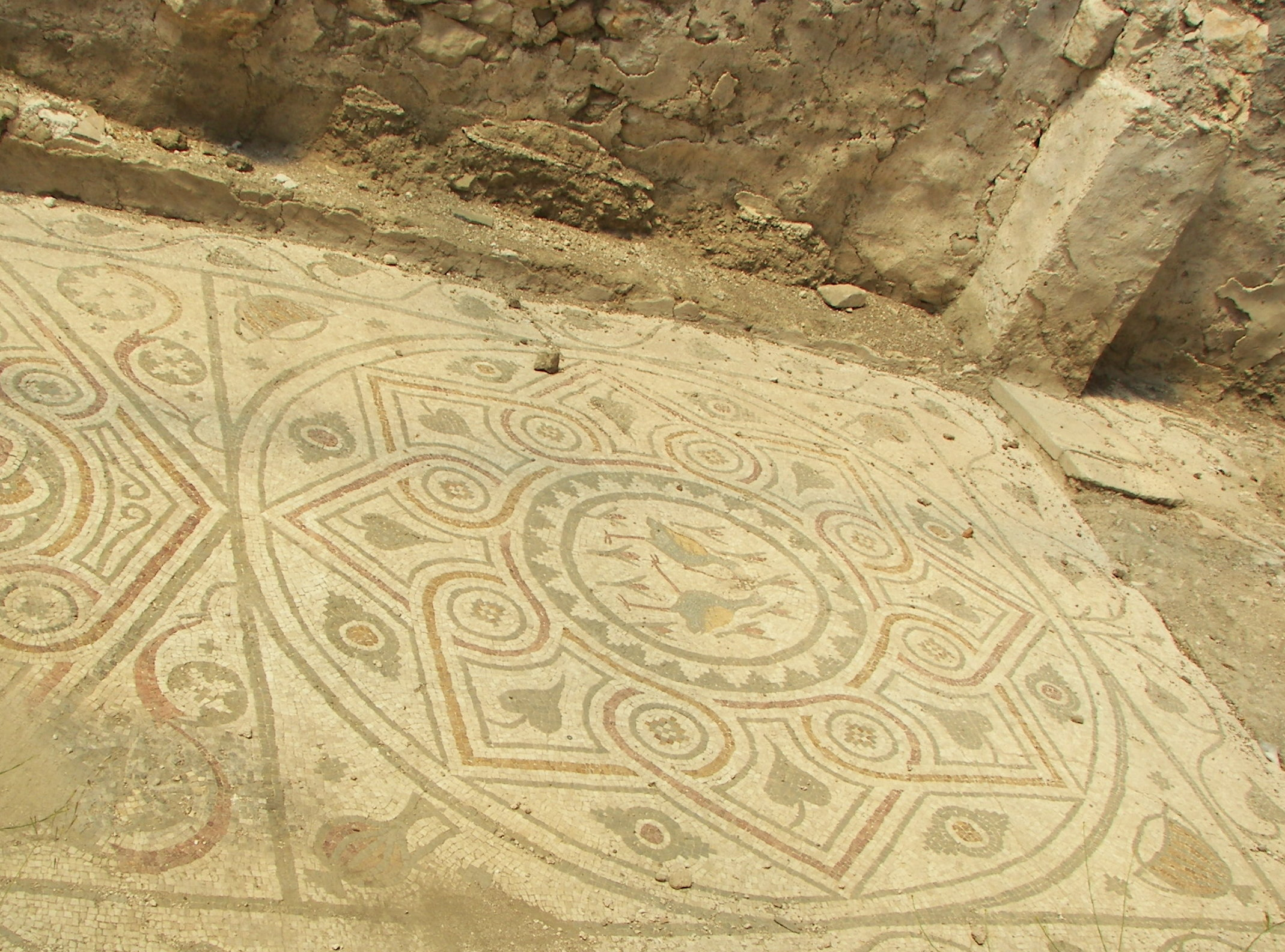
Mosaikboden aus römischer Zeit